# Сеоане, Мариана
Мариана Сеоане (исп. Mariana Alejandra Seoane Garcia, род. 10 июня 1975, Паракуаро, Мичоакан, Мексика) — мексиканская актриса и певица. Рост — 165 сантиметров.

## Биография
Родилась 10 июня 1975 года в Паракуаро (по некоторым другим данным в Мехико) в смешанной семье. Отец — кубино-мексиканец, мать — аргентинка. С детства мечтала стать актрисой, и поэтому по окончании средней школы поступила в CEA при телекомпании Televisa и в 1995 году она окончила его и в этом же году дебютировала в мексиканском кинематографе и снялась в 31 работах в кино и телесериалах. Также известна как певица, поющая сольные песни и дающая концерты. В 2007 году приняла участие в откровенной фотосессии журнала H Extremo. Была номинирована 9 раз на 6 премий, из которых ей удалось победить в 4 из них: Furia Musical, Lo Nuestro и TVyNovelas.

### Избранные телесериалы
- 1985-2007 — Женщина, случаи из реальной жизни
- 1997-98 — Шалунья — Барбара.
- 1999 — Цыганская любовь — Адриана.
- 2003 - Ребека - Ребека Линарес
- 2006 — Самая прекрасная дурнушка — Карла.
- 2007 — Гроза в раю — Маура Дуран.
- 2008 — 
  - Благородные мошенники — Лорена.
  - Завтра — это навсегда — Челси.
- 2009-12 — Мы все к чему-то привязаны — Карла.

### Телесериалы
- Земля надежды (2023) - Bernarda Rangel
- Удача Лоли (2021) - Melissa Quintero de Torres
- Узник № 1 (2019) - Pía Bolaños
- El recluso (2018) - Roxana Castañeda
- El señor de los cielos (2017) - María Isabel "Mabel" Castaño vda. de Roberts / Ninón de la Vielle
- El Chema (2016/2017) - María Isabel "Mabel" Castaño vda. de Roberts
- Hasta el fin del mundo (2014/2015) - Silvana Blanco Cabrera / Silvana Ripoll Cabrera
- Буря (La tempestad) (2013) - Úrsula Salazar
- Ради неё я Ева (Por ella soy Eva) (2012) - Ребека Оропеса
- Море любви (Mar de amor) (2009-2010) - Oriana Parra-Ibanhes Bricenho
- Mañana es para siempre (2009) - Chelsy Briceño
- Tormenta en el paraíso  (2007-2008) - Maura Durán Linares / Karina Rossemberg
- La fea más bella (2006-2007) - Carla Santibáñez
- Rebeca (2003) - Rebeca Linares / Rebeca Linares de Montalbán
- Atrévete a olvidarme (2001) - Ernestina Soto Castañeda
- Tres mujeres (1999-2000) - Marcela Durán
- Cuento de Navidad (1999) - Convidada da festa de Jaime
- Amor gitano (1999) - Condessa Marquesa Adriana de Astolfi
- Mi pequeña traviesa (1997-1998) - Bárbara Chávez Ayala
- Los hijos de nadie (1996-1997) - Sandra
- Песня любви (Canción de amor) (1996) - Roxana Juárez
- Семейный портрет (Retrato de familia) (1995-1996) - Aracely Conrado

## Дискография
- - Seré una niña buena (2003) (Я буду хорошей девочкой)
  - La niña buena (2005) (Хорошая девочка)
  - Con sabor a... Mariana (2006) (Со вкусом... Мариана)
  - Mariana esta de fiesta... Atrévete (2007) (Мариана на празднике... Осмелься)
  - La Malquerida (2012)